# Liberto Callejas
Joan Perelló i Sintes, més conegut pel pseudònim de Liberto Callejas, (Illes Balears,1884 – Mèxic, 1969) fou un periodista, de pensament anarquista.
Integrant de «Los Solidarios» —i més tard dins l'òrbita del grup «Nosotros»—, s'exilià a França, el 1923, acompanyant a Durruti i Ascaso durant la dictadura de Primo de Rivera; a París, fou president de la Librairie International, seu de la Union Anarco-communiste francesa. Després de la proclamació de la Segona República a l'abril de 1931, Callejas va retornar, instal·lant-se a Barcelona.
A El eco de los pasos, García Oliver assenyala la seva devoció per la lectura i les seves inclinacions cap a un anarquisme individualista. Malalt de tuberculosis i descrit per Ramón Liarte com «un tolstoià que escrivia articles de fons que llençaven espurnes i rajos de llum manumissora», va escriure el pròleg del llibre en l'edició en castellà La vie ardente et intrépide de Louise Michel de Fernand Planche —assaig sobre l'escriptora i anarquista francesa Louise Michel, protagonista de la Comuna de París— i va ser director del diari Solidaridad Obrera a dues etapes, el 1932 i el 1936, amb posicions properes a Felipe Aláiz de Pablo. Entre aquests períodes, va dirigir CNT a Madrid, el 1934. Al llarg de la seva vida va col·laborar a més amb altres publicacions com Crisol, Ideas o la versió en castellà (Acción) de la Revue Internationale Anarchiste; també dirigí el diaris Iberón, Liberión i Voz Libertaria. Després de la Guerra Civil es va exiliar altre cop el 1939, a Mèxic, on va morir el 1969.
Sobre la seva vida es va publicar el 2012 una biografia titulada Liberto Callejas, l'anarquista incommovible, obra de Josep Portella Coll.

## Nota
1. ↑  Hi ha fonts que assenyalen Menorca com a lloc de naixement: Ginard i Féron afirma que Callejas era de Sant Lluís[2] i al Diccionari biogràfic del moviment obrer als Països Catalans s'afirma que va néixer a Maó.[3] No obstant, la Gran Enciclopèdia Catalana,[1] Salvador Gurucharri a Bibliografía del anarquismo español 1876-1975[4] i Hermós Plaja i Saló a El sindicalismo según sus influencias[5] recullen Palma com a lloc de naixement, i Joan Garcia Oliver el considera «natural de Mallorca».[6] David Ginard i Féron titlla aquest origen mallorquí com un error.[7]